# Aftakking
Een aftakking is een rivier die zich aftakt van een andere rivier (de hoofdstroom). Wanneer een aftakking via een aparte monding uitmondt in zee en een eigen stroomgebied heeft, wordt gesproken van een bifurcatie. Aftakkingen kunnen echter ook verderop weer samenstromen en worden dan (althans in de benedenloop) ook wel rivierarmen genoemd en de stukken land ertussen riviereilanden. Aftakkingen vormen vaak onderdeel van riviersystemen of vlechtende rivieren (bovenstrooms), maar met name van rivierdelta's (benedenstrooms). Een aftakking die weer in een andere rivier stroomt vormt daarvan een zijrivier. Een aftakking kan ook ontstaan wanneer een rivier in een meer stroomt en er als twee rivieren weer uitstroomt. Bij een dergelijk bifurcatiemeer is de waterscheiding niet precies te bepalen.

## Voorbeelden

### Afrika
- de Rosetta en Damietta zijn de enige overgebleven aftakkingen van de Nijl binnen de Nijldelta
- de Okavango vertakt zich in vele mondingsarmen in de Okavangodelta

### Azië
- de Kollidam takt af van de Kaveri
- de Hooghly takt af van de Ganges
- de Munneru takt af van de Krishna

### Europa
- de IJssel, Waal en Nederrijn bifurceren van de Rijn binnen de Rijn-Maas-Scheldedelta.
- de Achtoeba bifurceert van de Wolga vlak voor haar uitmonding in de Wolgadelta
- de Nerodimka in Kosovo vertakt zich in twee rivieren waarvan de ene in de Sitnica stroomt die uitmondt in de Egeïsche Zee en de andere in de Lepenac stroomt die via de Vardar in de Zwarte Zee stroomt
- de Tärendörivier takt af van de Torne älv en stroomt verderop weer samen met de Kalixälven
- de Kleine Donau takt af van de Donau en stroomt stroomafwaarts in de Váh, die verderop weer een zijrivier van de Donau vormt

### Noord- en Zuid-Amerika
- de Atchafalaya takt af van de Mississippi
- de Casiquiare (grootste bifurcatie ter wereld) takt af van de Orinoco en stroomt stroomafwaarts in de Rio Negro